# Colli del Trasimeno bianco scelto
Il Colli del Trasimeno bianco scelto è un vino DOC la cui produzione è consentita nella provincia di Perugia.

## Caratteristiche organolettiche
- colore: paglierino chiaro talvolta con lieve riflesso verde
- odore: fine, delicato, fruttato, persistente
- sapore: asciutto, morbido, vellutato, armonico

## Produzione
Provincia, stagione, volume in ettolitri
- nessun dato disponibile